# Brčko (distrikt)

Uppdelning av dagens Brčko mellan Serbiska republiken och Federationen Bosnien och Hercegovina före år 2000.

Distriktet Brčko (bosniska: Brčko Distrikt, kyrillisk skrift: Брчко Дистрикт) är en självstyrande administrativ enhet (kondominat) i nordöstra Bosnien och Hercegovina. Distriktet hade 83 516 invånare vid folkräkningen år 2013, på en yta av 493,60 km². Det styrs administrativt från staden Brčko.
Brčko är oberoende av både Federationen Bosnien och Hercegovina och Serbiska republiken och utgör en tredje administrativ enhet inom staten Bosnien och Hercegovina. Distriktet skapades år 1999 genom att ett litet område runt staden Brčko slogs samman. 48 procent av distriktet (inkluderat staden Brčko) kom från Serbiska republiken, medan 52 procent kom från Federationen Bosnien och Hercegovina. Inrättandet kom att dela Serbiska republiken i två separata delar.
Av distriktets befolkning är 42,36 % bosniaker, 34,58 % serber, 20,66 % kroater och 0,59 % romer (2013).